# Marian Lupu
Marian Lupu (Bălți, 20 giugno 1966) è un politico moldavo.

## Biografia
Marian Lupu studiò economia all'Università Statale della Moldavia; si recò in seguito a Washington ed a Ginevra per lavorare per il Fondo Monetario Internazionale e per l'Organizzazione Mondiale del Commercio rispettivamente.
Oltre a parlare la sua lingua nativa, il moldavo, Lupu parla anche l'inglese, il francese ed il russo.

### Gli inizi della carriera
Fu nominato Vice Ministro dell'Economia dal nuovo governo comunista nel giugno 2001; due anni dopo, nell'agosto 2003, Lupu fu promosso a Ministro dell'Economia. Dopo che il Partito dei Comunisti della Repubblica di Moldavia vinse nuovamente le elezioni parlamentari del 2005, Lupu divenne Presidente del Parlamento della Moldavia.

### Presidente del Parlamento della Moldavia
Marian Lupu fu Presidente del Parlamento della Moldavia dal marzo 2005 al maggio 2009. Lupu era una personalità di potere all'interno del Partito dei Comunisti della Repubblica di Moldavia, ed era considerato il principale candidato alla successione al Primo ministro Zinaida Greceanîi; tuttavia, poco prima del secondo tentativo (senza successo) di eleggere il nuovo Presidente, il 3 giugno 2009, lasciò il PCRM affermando che non era possibile riformare il partito dall'interno.
Di conseguenza, gli fu offerto l'ingresso e anche la leadership del Partito Democratico della Moldavia, che non aveva superato la soglia elettorale alle elezioni parlamentari di aprile, con il 2,97% dei voti. Con le elezioni di luglio, invece, il partito ha ottenuto invece il 12,54% dei voti, conquistando 13 seggi parlamentari. Dal 30 dicembre 2010 è di nuovo Presidente del Parlamento della Moldavia  e Presidente della Republica Moldova ad interim.

### Alleanza per l'Integrazione Europea
Dopo le elezioni parlamentari del luglio 2009, insieme a Vlad Filat, Mihai Ghimpu e Serafim Urechean, Marian Lupu siglò l'Alleanza per l'Integrazione Europea durante una conferenza stampa, l'8 agosto 2009. La coalizione dei quattro partiti (Partito Liberale Democratico di Moldavia, Partito Liberale, Partito Democratico della Moldavia e il Partito Alleanza "Moldavia Nostra") costituisce la maggioranza in Parlamento.